# Henrik Matthesius
Henrik Matthesius (ur. w Niemczech, zm. 23 sierpnia 1681) – duński pedagog i dyplomata.
Pochodzenia niemieckiego. Był wychowawcą i nauczycielem dzieci dowódcy sił lądowych Andersa Billego (1649-1653), oraz następcy tronu, przyszłego króla Christiana V (1653-1655). Pełnił funkcję agenta/komisarza w Danii w Gdańsku (1656-1658). Następnie ponownie powierzono mu obowiązki nauczyciela księcia (1658-1661), był członkiem Kolegium Państwowego i Sądu Najwyższego  (Højesteret) (1661-1962), uczestniczył w podróżach zagranicznych księcia (1662–1663), ponownie członkiem Kolegium i Sądu (1663-), w składzie komisji sądzącej b. kanclerza Danii Pedera Griffenfelda (1676). Otrzymał tytuł radcy królewskiego.